# 苹方
苹方是苹果公司委託台灣的威鋒數位替蘋果五大作業系統（watchOS、tvOS、macOS、iOS以及iPadOS）所開發的专有字体家族，最早作为iOS 9和OS X El Capitan的預設中文字体于2015年6月8日在旧金山的WWDC 2015上公布，取代了从iOS 4和Mac OS X Leopard以来一脉相传的黑體-繁系列，為現行蘋果公司產品的預設中文字體。設計上，蘋方為无衬线的黑体，且提供了六种字重，支援漢字、假名、拉丁字母、西里爾字母等書寫系統；其中漢字部分包括中國大陸字形、香港字形和臺灣字形三个版本，隨著macOS Sequoia的發布，蘋方新增了澳門字形版本。

## 评价
過去不乏有用户抱怨系統字體发虚，导致眼疲劳，而iOS 9和OS X El Capitan預設字體改為蘋方後即收獲好评，儘管簡體中文版有“醜到爆”的批评声音。苹方提供六种字重，惟發佈初期部分應用程式的調適仍不完善，使系统单纯地增加字体像素点（伪粗体），而不選用更大字重，被人詬病。此外，iOS內建的備忘錄app中，有人認為苹方的显示效果相对原字体逊色。

## 另見
- 字体
- 思源黑体
- 无衬线体
- San Francisco字体

## 腳註

蘋方字體

1. ↑  苹果系统中非中文语言时所查看到的字体名称。
2. ↑  在威鋒數位主導設計研發的「金剛黑」上，冠以 Apple「蘋方」商標。